# Токуґава Ієсада
Токуґава Ієсада (яп. 徳川 家定, 6 травня 1824 — 14 серпня 1858) — 13-й сьоґун сьоґунату Едо. Правив у 1853-1858. Характеризується встановленням дипломатичних стосунків з США і країнами Європи.

## Життєпис
Другий син Токуґави Ієйосі, 12-го сьоґуна сьоґунату Едо. Після смерті батька у 1853 році стає новим сьогуном. З самого початку стикнувся з намірами США і європейських держав «відкрити» Японію для вільної торгівлі. У 1854 роціпід військовим тиском американського флоту на чолі ізМеттьюПеррі було підписано один з перших нерівних договорів — Канаґавський. Невдовзі укладено Англо-японський договір про дружбу (Наґасакський договір), 1855 року — Сімодський договір з Російською імперією і Наґасакський договір із Нідерландами. У 1855 році в місті Нагасакі за підтримки Нідерландів була відкрита військово-морська школа, навчання в якій вели голландські офіцери. Першими учнями були васали бакуфу, потім стали приймати і самураїв даймьо.
У липні 1858 року укладено японсько-американський договір про дружбу і торгівлю. А вже 14 серпня того року внаслідок тривалої хвороби сьогун помирає. Втім договори за інерцією продовжували укладатися. Після смерті бездітного сьогуна почалися конфлікти через права спадкування. Одна частина на чолі із Токуґава Наріакі підтримувала кандидатуру Токуґава Йосінобу. Але чиновники бакуфу на чолі з міністром Ії Наосуке домоглися обрання на сьогуном Токуґава Іємоті.